# Mistrzostwa Ameryki Południowej w Chodzie Sportowym 2012
Mistrzostwa Ameryki Południowej w Chodzie Sportowym 2012 – zawody lekkoatletyczne rozegrane 17 i 18 marca w Salinas w Ekwadorze.
Kolumbijka Sandra Arenas ustanowiła wynikiem 45:17 rekord Ameryki Południowej juniorek w chodzie na 10 kilometrów.

## Rezultaty

### Seniorzy

#### Mężczyźni
| Konkurencja:  | 1. miejsce            | Rezultat | 2. miejsce       | Rezultat | 3. miejsce        | Rezultat |
| Chód na 20 km | Caio Bonfim           | 1:23:59  | James Rendón     | 1:24:06  | Moacir Zimmermann | 1:24:34  |
| Chód na 50 km | Mário José dos Santos | 4:12:52  | Jonathan Cáceres | 4:14:45  | Edgar Cudco       | 4:22:44  |

#### Kobiety
| Konkurencja:  | 1. miejsce       | Rezultat | 2. miejsce       | Rezultat | 3. miejsce         | Rezultat |
| Chód na 20 km | Arabelly Orjuela | 1:34:41  | Ingrid Hernández | 1:34:56  | Milánggela Rosales | 1:36:45  |

### Juniorzy

#### Mężczyźni
| Konkurencja:  | 1. miejsce    | Rezultat | 2. miejsce         | Rezultat | 3. miejsce  | Rezultat |
| Chód na 10 km | Eider Arévalo | 43:25    | Kenny Martín Pérez | 43:39    | Manuel Soto | 43:43    |

#### Kobiety
| Konkurencja:  | 1. miejsce    | Rezultat | 2. miejsce    | Rezultat | 3. miejsce    | Rezultat |
| Chód na 10 km | Sandra Arenas | 45:17    | Ángela Castro | 47:00    | Wendy Cornejo | 47:01    |

### Juniorzy młodsi

#### Mężczyźni
| Konkurencja:  | 1. miejsce            | Rezultat | 2. miejsce     | Rezultat | 3. miejsce    | Rezultat |
| Chód na 10 km | Paolo César Yurivilca | 45:00    | Daniel Pintado | 45:24    | Franco Chocho | 48:11    |

#### Kobiety
| Konkurencja: | 1. miejsce      | Rezultat | 2. miejsce       | Rezultat | 3. miejsce          | Rezultat |
| Chód na 5 km | Karla Jaramillo | 24:49    | Lina Paola Abril | 24:57    | Michelli Semblantes | 25:03    |